# Zonitomorpha Perrieri
Zonitomorpha Perrieri is een keversoort uit de familie van oliekevers (Meloidae). De wetenschappelijke naam van de soort is voor het eerst geldig gepubliceerd in 1902 door Fairmaire.